# Bahnpostwagen
Bahnpostwagen zählen zu den Reisezugwagen und nicht zu den Güterwagen. In ihnen werden bzw. wurden die von der Bahnpost beförderten Postsendungen sortiert. Unterarten sind der Briefpostwagen beziehungsweise der Paketpostwagen.

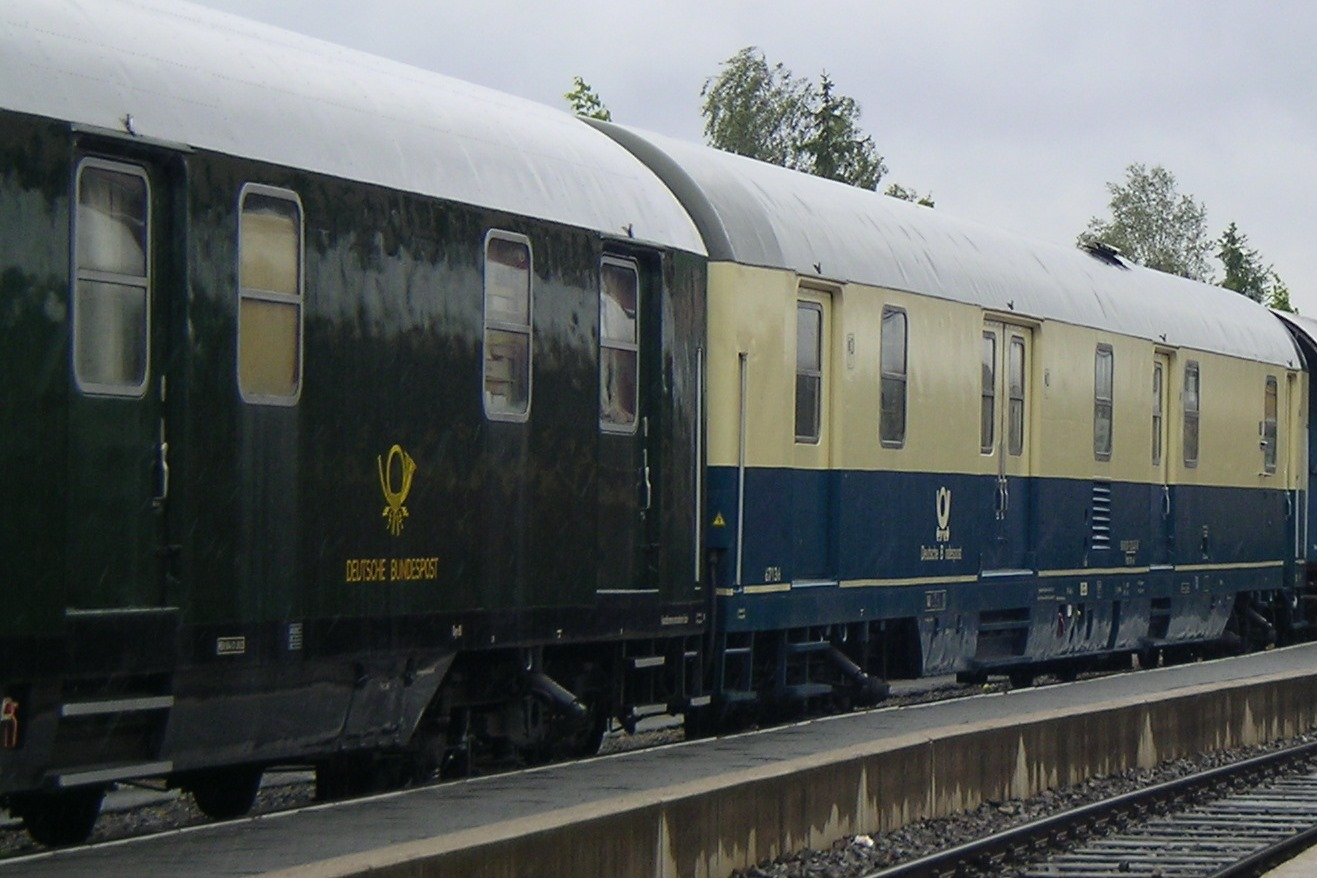
Zwei Schnellzug-Bahnpostwagen Post mr-a/26

## Aufgabe der Bahnpostwagen

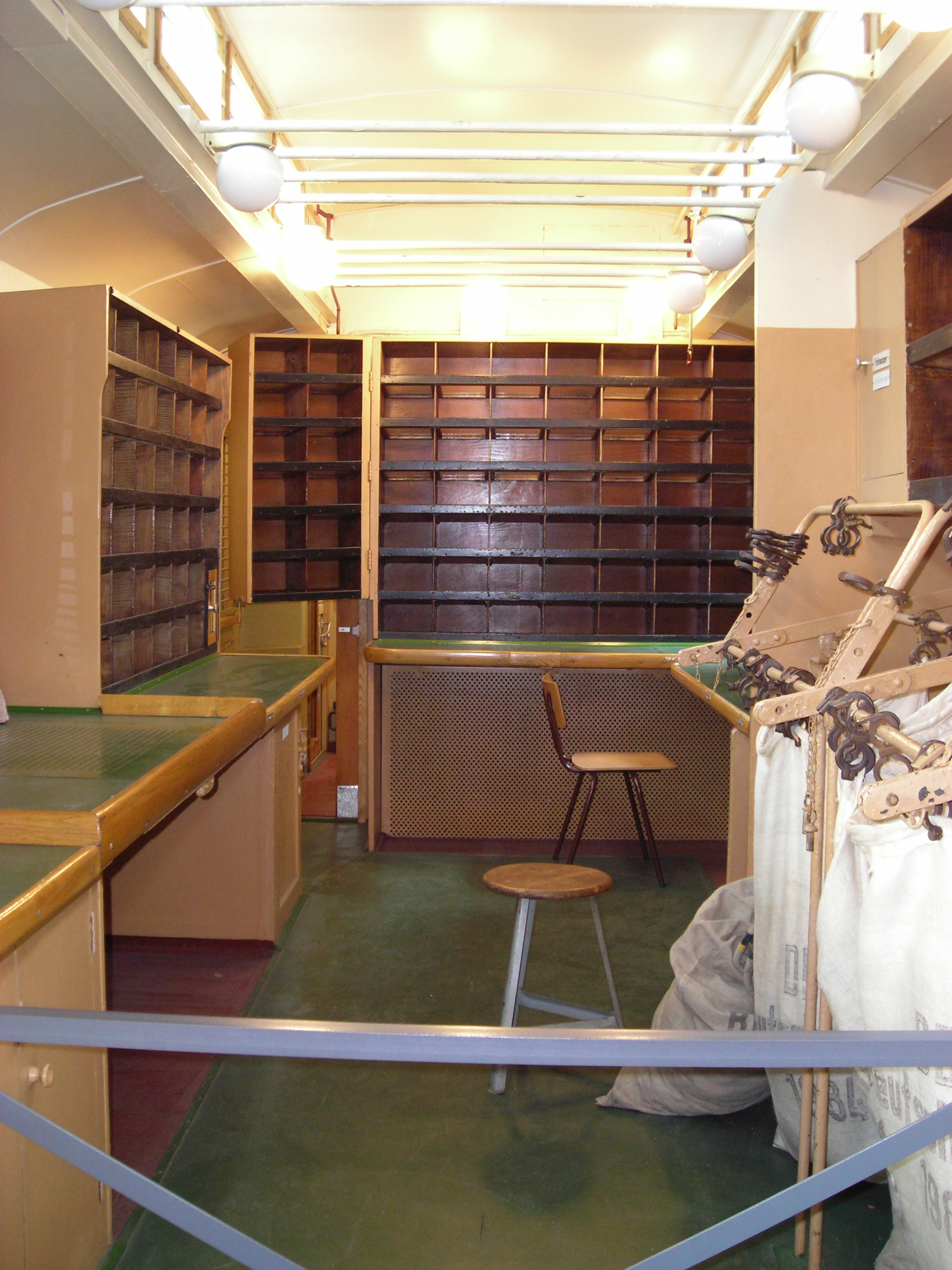
Bahnpostwagen für Personenzüge, Nr. 4467 (Hersteller: Christoph & Unmack AG, Baujahr 1933): Innenraum

Seit Beginn der Entwicklung des Eisenbahnwesens in den 1840er Jahren haben die Postverwaltungen zur Beförderung der Postsachen den Schienenweg benutzt. Bereits 1841 wurden auf den Schienen laufende „Eisenbahn-Postwagen“ eingeführt. Ab 1875 erhielten diese posteigenen Schienenfahrzeuge die Bezeichnung „Bahnpostwagen“ (Bpw) in der kaiserlichen deutschen Post. Neben den Bahnpostwagen wurden auch bahneigene Wagen zur Postsachenbeförderung verwendet, sei es in Gestalt von gedeckten Güterwagen zur Paketbeförderung oder in Form von Postabteilen in Reisezugwagen. Die Bahnpostwagen werden entweder einzeln in die Reisezüge eingestellt oder in größerer Anzahl als Bestandteile von Expressgut- und Güterzügen mit Postbeförderung gefahren. Postalisch bezeichnet man letztere als Postzug, weil bei ihrer Fahrplangestaltung weitgehend auf die Bedürfnisse der Postsachenbeförderung und der Abwicklung des Bahnpostdienstes Rücksicht genommen wird, wie in Deutschland den Post InterCity und später den Parcel InterCity oder in Frankreich den TGV postal. Die Deutsche Post AG nutzte Bpw nur für drei Jahre (bis 1997).

## Entwicklungsgang der Bahnpostwagenkonstruktion

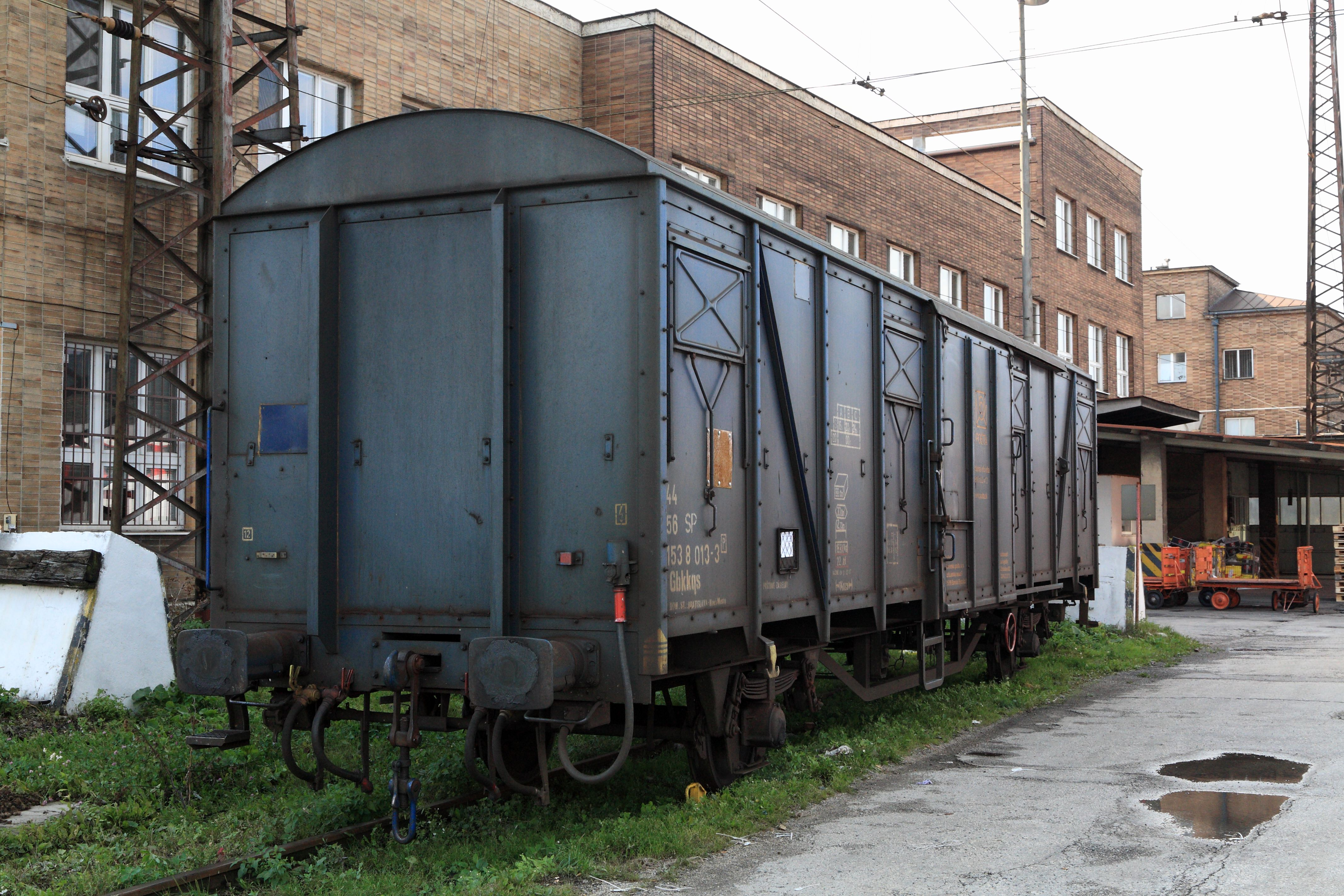
Bahnpostwagen der slowakischen Post in Güterwagenbauart, Žilina 2012

Bahnpostwagen zählen zur Gattung der Reisezugwagen. Dementsprechend müssen sie auch allen technischen Vorschriften für Reisezugwagen genügen, die im Wesentlichen auf internationaler Ebene festgelegt worden sind. Von Anfang an der konstruktionsmäßigen Entwicklung der Reisezugwagen folgend, haben die Bahnpostwagen die gleichen Bauformen sowohl in der äußeren Gestaltung als auch in der Kastenkonstruktion durchlaufen wie jene. Brief- und Universalpostwagen, in denen während der Fahrt gearbeitet wird, benötigen eine Ausstattung, die sie als Arbeitsstätte tauglich macht. Die Anforderungen an das Laufwerk sind mit Schlaf- und Liegewagen vergleichbar, zusätzlich müssen Heizung und Beleuchtung von der Bewegung und einer Versorgung durch die Zuglokomotive weitgehend unabhängig sein. Erreicht wurde das in der Regel durch eine vergrößerte Batteriekapazität, zusätzliche Achsgeneratoren und eine Eigenheizung. Wagenübergänge waren bis auf Ausnahmefälle nicht vorgesehen, da Bahnpostwagen zur Wahrung des Briefgeheimnisses im Betrieb ohnehin nicht von postfremden Personen einschließlich Bahnmitarbeitern betreten werden durften. Daraus ergab sich auch die Notwendigkeit, Sanitäreinrichtungen vorzusehen. Einstiegsräume an den Wagenenden dienten häufig als Rangiererkabine ohne Verbindung mit dem übrigen Wageninnenraum oder mit einer von innen abschließbaren Tür. Mit der Einführung von Rollbehältern, deren Inhalt während der Fahrt nicht bearbeitet werden musste, entstanden etwa ab 1960 auch erneut Postwagen in Güterwagenbauart (wie Gattung Post-t/18,7 der Deutschen Post; 1987 an die Deutsche Reichsbahn verkauft). Einige Postverwaltungen beschafften auch als Bahnpostwagen eingeordnete eigene Containertragwagen. Für den Einsatz in Reisezügen erhielten die Postwagen in Güterwagenbauart neben einem für die erforderliche Fahrgeschwindigkeit ausgelegtem Laufwerk eine Hauptluftbehälterleitung und Durchgangsleitungen für Dampf- und elektrische Heizung.

## Gattungen und Kennzeichen der Bahnpostwagen

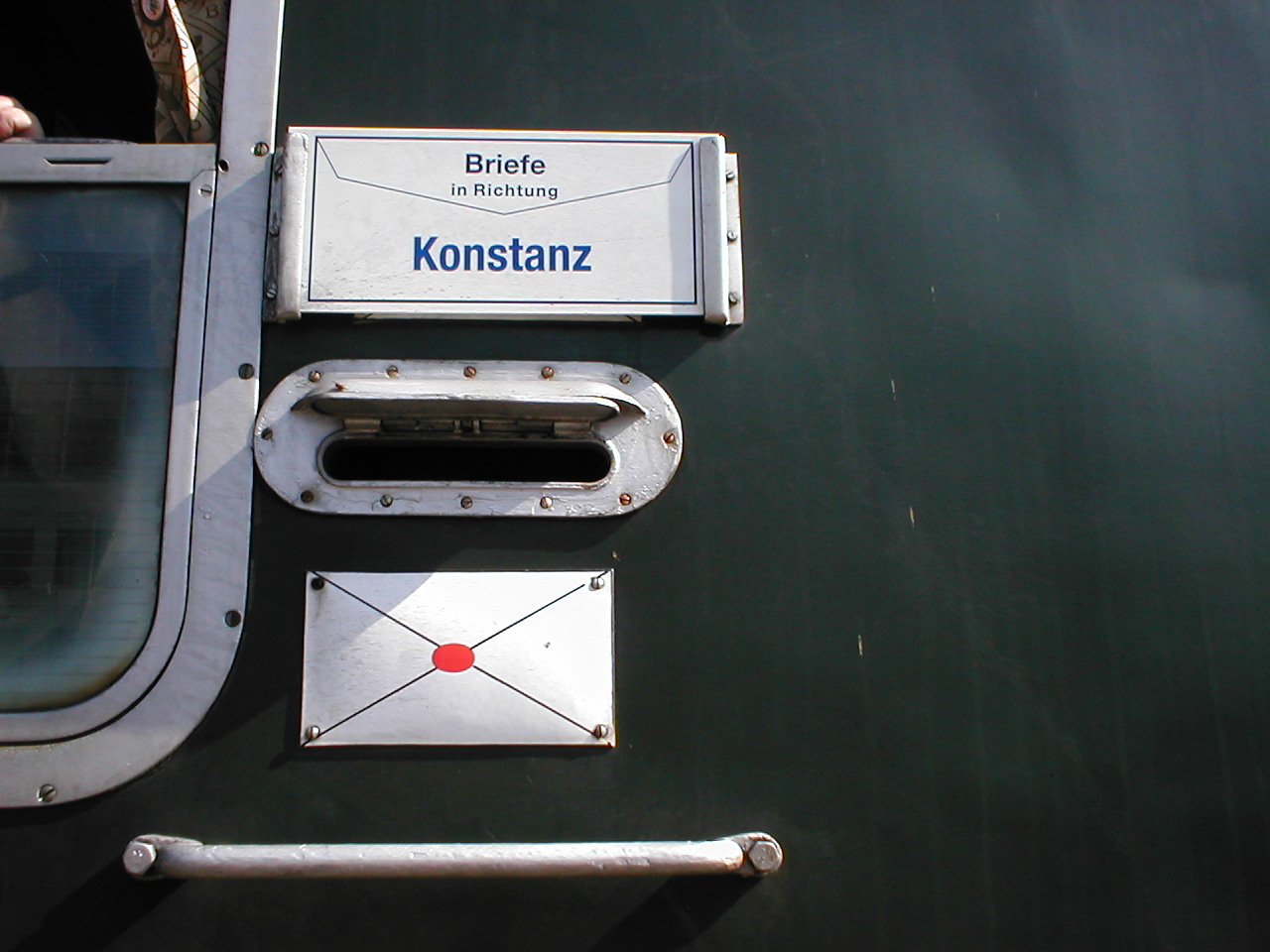
Bahnpost-Briefkasten aus der letzten Epoche der deutschen Bahnpost 1970–1997

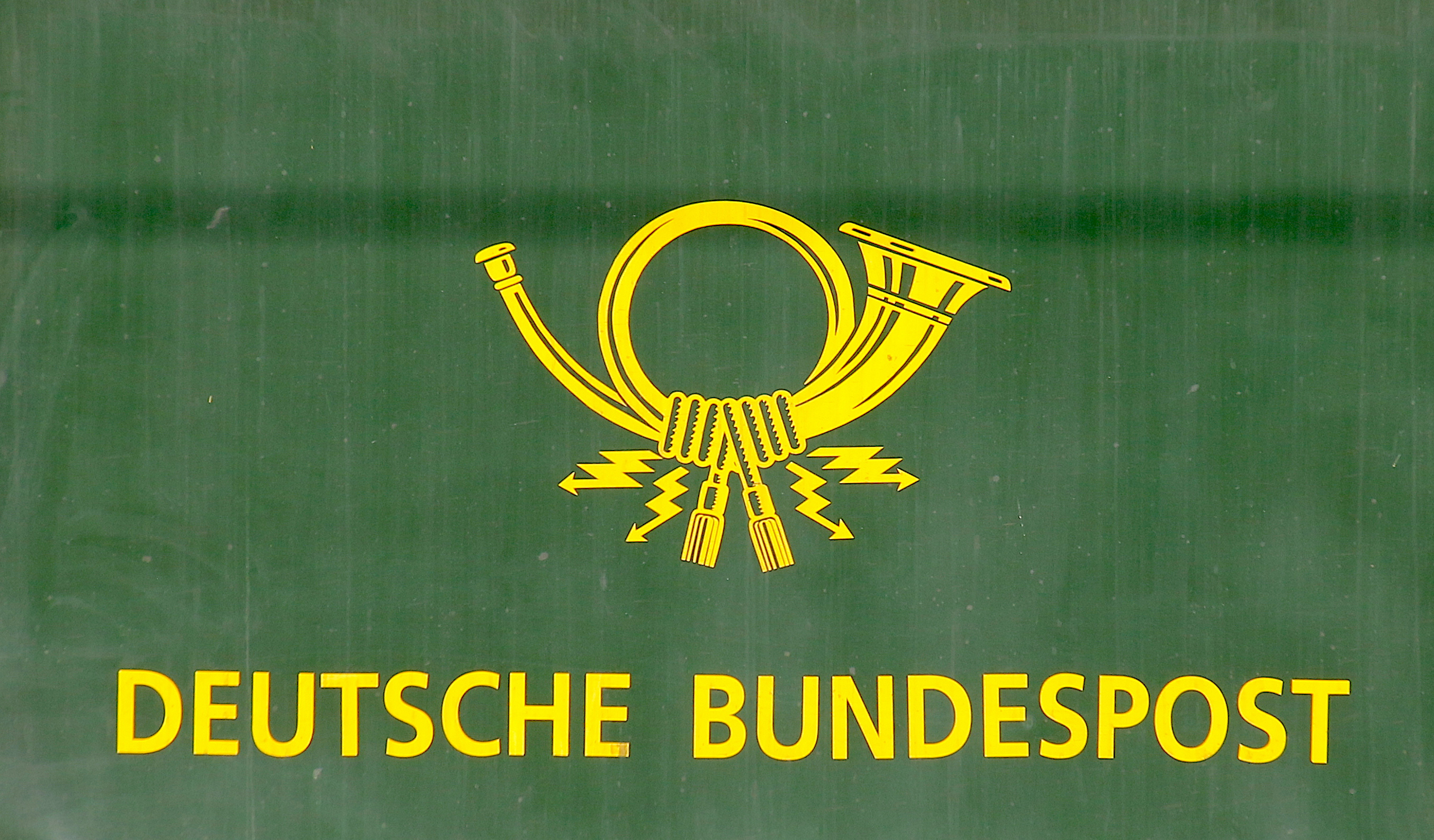
Signet der Deutschen Bundespost auf einem Bahnpostwagen

Die Postsendungen (Briefpost) werden in den Bahnpostwagen nicht nur befördert, sondern auch bearbeitet, d. h. nach Orten und Leiteinheiten verteilt, damit die wertvollen Stunden der Fahrzeit ausgenutzt werden. Auch die Pakete und Paketsäcke werden in Stapeln für die am Kurs liegenden Umschlags- oder Bestimmungsämter zusammengefasst und ebenso wie die Briefbeutel, an den betreffenden Bahnstationen ausgetauscht. Für diese Arbeiten ist eine Inneneinrichtung erforderlich, die derjenigen einer Brief- und Päckchenverteilstelle bzw. einer Packkammer in einem Postamt gleicht. Hiernach unterscheidet man in den Bahnpostwagen drei Arten von Arbeitsräumen, die in verschiedenen Kombinationen in vielen Wagengattungen wiederkehren:
- Der „Briefraum“ ausgestattet mit Arbeitstischen und Briefverteilfachwerken für die Briefverteilung,
- der „Aussackraum“ ausgerüstet mit einem großen Arbeitstisch (teilweise mit Staubabsaugung)[7] zum Ausschütten der Beutel mit umzuarbeitenden Sendungen und einer großen Beutelspannvorrichtung zur Aufnahme der zuerst leeren Briefbeutel, die dann Briefbunde aufnahmen,
- und der „Paket- oder Packraum“ der zur Aufnahme einer möglichst großen Menge von grobem Ladegut (Pakete, Paketsäcke, Päckchenbeutel, Postzeitungsgut) mit Packbrettern längs der Seitenwände und einem über die ganze Raumfläche in 2 m Höhe gezogenen Gestängerost (Packgestänge) ausgestattet ist.[8]

Oft haben Bahnpostwagen eine Einwurfmöglichkeit für Postsendungen vom Bahnsteig, ähnlich dem Schlitz an Postkästen. Eine eigene Kennzeichnung von Bpw besteht seit 1852 (Preußen). Dieses preußische Nummerierungssystem führten die Deutsche Reichsbahn und die Deutsche Reichspost fort. Die Gründung der Deutschen Bundespost und der Deutschen Post (DDR) nach 1945 führte zu unterschiedlichen Konstruktionen bei Bpw und dementsprechend zu divergenten Kennzeichnungen.

## Betrieb
Die Arbeit in den Bahnpostwagen war nicht ganz ungefährlich. Es kam immer wieder zu Unfällen, insbesondere wenn mit Postmitarbeitern besetzte Wagen rangiert wurden. So ereigneten sich 1953 im Gebiet der Deutschen Bundesbahn 161 entsprechende Unfälle mit insgesamt 94 Verletzten.

## Museen
Viele Postwagen werden durch Eisenbahnvereine teilweise betriebsfähig museal erhalten.
- Die Bundesarbeitsgemeinschaft Bahnpost e. V. betreibt mit ihren voll ausgestatteten Bahnpostwagen in Losheim am See ein Bahnpostmuseum[11] und setzt die Wagen auch in historischen Postsonderzügen ein oder lässt sie bei Sonderzügen von Museumsbahnen mitfahren.
- Einer der berühmten Bahnpostwagen der Royal Mail (Postraub) ist Exponat im Birmingham Railway Museum
- Der schweizerische Bahnpostwagen Z4i 923 (Landiwagen) ist als historisches Fahrzeug im Besitz der SBB Historic.
- Bei der Schienenverkehrsgesellschaft überlebten viele ehemalige Bahnpostwagen als Disco-, Bar- und Gepäckwagen.